# 메벤다졸
메벤다졸(mebendazole, MBZ)은 수많은 기생충 감염을 치료하기 위해 사용되는 약물이다. 여기에는 회충증, 요충병, 십이지장충, 메디나충증 감염, 포충증, 선모충, 편모충증 등이 포함된다. 구강으로 섭취된다.
메벤다졸은 내성이 좋은 편이다. 일반적인 부작용으로는 두통, 구토, 귀울림이 포함된다. 다량을 복용하면 골수 억제를 유발할 수 있다. 임신 중에 복용해도 안전한지는 분명하지 않다. 메벤다졸은 폭넓은 효능을 지닌 벤즈이미다졸형 구충제이다.
메벤다졸은 벨기에의 얀센 제약이 개발한 이후 1971년 사용이 시작되었다. 의료제도에 필수적인 가장 효과적이고 안전한 의약품 목록인 WHO 필수 의약품 목록에 등재되어 있다. 메벤다졸은 제네릭 의약품으로 구매가 가능하다. 개발도상국의 도매가는 도스(dose) 당 0.004 ~ 0.04 USD 사이이다. 미국내 일회량은 2016년 기준으로 대략 440.00 USD에 이르는 반면, 오스트레일리아와 영국에서의 가격은 대략 5 USD이다.